# Joanna Jakimiuk
Joanna Maja Jakimiuk (Breslavia, 24 agosto 1975) è un'ex schermitrice polacca, vincitrice di una medaglia d'oro ed una di bronzo ai campionati mondiali di scherma.

## Palmarès
In carriera ha conseguito i seguenti risultati:
- Mondiali di scherma

Atene 1994: bronzo nella spada a squadre.
L'Aia 1995: oro nella spada individuale.
- Europei di scherma

Plovdiv 1998: bronzo nella spada a squadre.